# DLM Forum
El DLM Forum on Electronic Records és un fòrum internacional multi-disciplinari, organitzat per la Comissió Europea, amb l'objectiu d'impulsar projectes per a la millora de la gestió dels documents electrònics en les organitzacions i per a la conservació d'aquests a llarg termini. Centra el seu interès en la coordinació de polítiques de gestió dels documents electrònics que es duen a terme als estats membres de la Unió Europea, per a l'establiment d'estàndards de gestió, conservació i recuperació a escala comunitària, i per a la implicació dels agents del sector privat en la recerca de solucions a la problemàtica dels documents electrònics.

## Història

### Antecedents legals i organitzatius
En el Consell de la Comunitat Europea del 14 de novembre de 1991, els estats membres van adoptar una resolució per demanar a la Comissió Europea la creació d'un grup d'experts amb l'objectiu examinar les possibilitats de millora de la cooperació en el tema d'arxius.
El grup de treball va redactar un informe provisional el novembre de 1992. Posteriorment, els serveis de la Comissió Europea involucrats van presentar, el 21 de març de 1994, un informe expert o Llibre Negre. En les conclusions finals dels Consell del 17 de juny de 1994, basades en l'article 128 del Tractat sobre l'establiment de la Comunitat Europea, calia destacar: 
- l'organització d'un fòrum multi-disciplinari que abordés les problemàtiques de la gestió documental electrònica, convidant a participar administracions, serveis d'arxius i representants del sector privat;
- impulsar l'educació i la formació vocacional; fomentar l'edició d'una guia procedimental i la publicació de revistes especialitzades de divulgació.

### DLM-Forum on Electronic Records 1996. Electronic Records Co-operation Europe Wide[5]
El desembre de 1996 va tenir lloc a Brussel·les el primer DLM-Forum. Es va adreçar a un segment professional ampli que incloïa tota mena d'experts implicats en la gestió dels fluxos d'informació i de documents electrònics a les organitzacions. Els objectius de la trobada van ser: 
- elaborar un esborrany de normes o recomanacions per a la millor gestió dels documents en suport electrònic, per respondre a criteris de racionalització de la gestió i de conservació permanent. Dona lloc a l'elaboració de la Guia de la Informació Electrònica Arxivat 2009-08-16 a Wayback Machine..
- establir punts de contacte a escala europea per a la cooperació entre els estats membres pel que fa a la gestió, classificació, conservació, avaluació i recuperació de les informacions en suport electrònic.
- El compromís de continuïtat del DLM-Forum'96 es va manifestar en els deu punts a seguir que calia posar en marxa. Entre ells destaca la creació, l'abril de 1997, del Comitè de Seguiment del DLM-Forum (DLM-Monitoring Committee).

### DLM-Forum 1999. European Citizens and electronic information: The memory of the Information Society[6]
El segon DLM-Forum se celebrà l'octubre de 1999 a Brussel·les i s'orientà a la demanda de més implicació de la indústria europea en les propostes de gestió i conservació dels documents electrònics.
De les conclusions consensuades se'n van derivar tres objectius principals a assolir:
- Desenvolupament d'un model de referència per gestionar els documents electrònics a les administracions públiques (MoReq Arxivat 2011-07-20 a Wayback Machine.), que considerés el concepte de cicle de vida dels documents d'arxiu. Aquest model el desenvoluparien tant els professionals de la documentació com la indústria de les TIC (tant proveïdors de sistemes com de serveis) i la investigació especialitzada. En certa manera és una crida als desenvolupadors de programes informàtics a la simplicitat i a l'obertura d'estàndards entre programes.
- Realització d'un programa modular europeu de formació en gestió dels documents electrònics (E-TERM),[7] adreçat a professionals de la informació i la documentació.
- Implementació d'un pla d'acció (1999-2004) amb l'objectiu assegurar l'accés dels ciutadans europeus a la documentació electrònica i la informació en el sector públic, tenint en compte les implicacions jurídiques de l'accés.

### DLM-Forum 2002: @ccess and preservation of electronic information: Best practices and solutions[8]
La tercera edició es va fer a Barcelona el maig de 2002. Es va centrar en el desenvolupament de l'incipient MoReq. Es van presentar sis informes (o Llibres Blancs) que la AIIM, junt amb els principals proveïdors de TIC, realitza com a resposta del DLM-Forum'99. Aquests es presenten com una guia útil sobre les tecnologies requerides als usuaris del sector públic de la UE.
Com a complement a aquests llibres es va presentar el document Model Requirements for the Managements of Electronic Records (MoReq Arxivat 2011-07-20 a Wayback Machine.). Editat per la Comissió Europea, dissenyat per l'ajuda, i amb un caràcter eminentment pràctic, de les necessitats i requisits dels Sistemes de Gestió de Documents Electrònics (ERMS o electronic records management system)

### DLM-Forum 2005: Electronic Records Supporting e-Government and Digital Archives[9]
La conferència del DLM-Forum 2005 se celebrà a Budapest, Hongria. Es plantejaren tres aspectes rellevants:
- El Govern en la seva relació amb l'administració virtual i exigències per l'accés públic a la informació.
- Normes per la transferència i preservació de la informació digital com a prova evident i registre històric.
- Els desafiaments de la gestió del canvi per aconseguir una àmplia adopció dels usuaris i la realització dels objectius.

En aquest DLM es fan explícites algunes carències del MoReq, materialitzades per un grup de treball encarregat de l'actualització del model.

### DLM-Forum 2008: Information and Records Management in Europe: Achievements and New Directions[11]
Conferència celebrada el desembre de 2008 a Toulouse, França. Entre els objectius d'aquest Forum hi havia el fet de seguir la recomanació, un segon Llibre Negre, del Consell de novembre de 2005 per una cooperació més estreta entre els arxius de la UE.
El resultat del DLM-Forum'08 va donar lloc a la redacció d'un informe d'abast ampli pel desenvolupament del Moreq2: els participants de la conferència es comprometen a fomentar l'ús del Moreq2 a totes les comunitats interessades, incloent-hi en particular la supervisió de les traduccions a les distintes llengües oficials de la UE.
Els membres acorden l'avaluació de l'impacte de les noves tecnologies i l'orientació per la capacitat de gestió de registres electrònics i sistemes de gestió documental. Es proposen orientacions de caràcter pràctic pels membres i estratègies de futur per l'orientació de millors pràctiques en l'ús dels documents digitals.

## Funcionament del Forum DLM
La composició del Forum DLM està oberta a organitzacions o persones interessades en els arxius, la informació i gestió de documents, amb l'excepció que no es preveu una pertinença individual per empleats o socis d'organitzacions participants en l'organització. El Forum té un enfocament europeu, però no hi ha restriccions sobre les sol·licituds d'adhesió de països forans. El 2009 hi ha uns 60 membres, incloent-hi arxius nacionals, consultores, institucions acadèmiques, organitzacions privades i proveïdors.
El Forum DLM està governat pel seu Comitè Executiu, que sol comprendre entre 7 i 9 membres electes. La seva persona jurídica és la xarxa DLM EEIG. Actualment Tolvo Jullinen, dels Arxius Nacionals d'Estònia, ocupa la presidència.
Normalment el Forum convoca reunions dels seus membres dues vegades l'any, que generalment es duen a terme en el país que sosté la presidència del Consell de la Unió Europea. Igualment, el Forum convoca una conferència prinicipal cada 3 anys, que reuneix aproximadament de 300 a 400 delegats d'Europa i arreu del món.